# Кулик, Лилия Владимировна
Ли́лия Влади́мировна Кули́к (укр. Лілія Володимирівна Кулик; род. 27 января 1987, Купянск, Харьковская область) — украинская легкоатлетка, специалистка по тройному прыжку. Выступала на профессиональном уровне в 2003—2011 годах, чемпионка Европы среди молодёжи, победительница чемпионатов Украины, участница летних Олимпийских игр в Пекине. Мастер спорта Украины международного класса.

## Биография
Лилия Кулик родилась 27 января 1987 года в городе Купянске Харьковской области Украинской ССР. Занималась лёгкой атлетикой в Харьковской спортивной школе олимпийского резерва, окончила Харьковскую государственную академию физической культуры.
Впервые заявила о себе в сезоне 2003 года, когда в тройном прыжке выиграла серебряную медаль на зимнем юниорском первенстве Украины в Сумах.
В 2005 году вошла в состав украинской сборной и выступила на юниорском европейском первенстве в Каунасе, где в зачёте тройного прыжка завоевала бронзовую награду.
В 2006 году в той же дисциплине получила серебро на чемпионате Украины в Киеве, взяла бронзу на юниорском мировом первенстве в Пекине.
В 2007 году установила свои личные рекорды в прыжках в длину и тройных прыжках — 6,46 и 14,39 метра соответственно. В данных дисциплинах участвовала в молодёжном европейском первенстве в Дебрецене, где в тройном прыжке превзошла всех соперниц.
Благодаря череде успешных выступлений в 2008 году удостоилась права защищать честь страны на летних Олимпийских играх в Пекине — на предварительном квалификационном этапе прыгнула на 13,66 метра, чего оказалось недостаточно для выхода в финал.
В 2009 году была пятой на командном чемпионате Европы в Лейрии, третьей на молодёжном европейском первенстве в Каунасе. На чемпионате мира в Берлине в финал не вышла.
В 2010 году одержала победу на зимнем чемпионате Украины в Сумах и на летнем чемпионате Украины в Донецке. Прыгала тройным на чемпионате мира в помещении в Дохе и на чемпионате Европы в Барселоне.
Завершила спортивную карьеру по окончании сезона 2011 года.
За выдающиеся спортивные достижения удостоена почётного звания «Мастер спорта Украины международного класса».